# Véu da ignorância

Véu da ignorância para evitar o preconceito

O véu da ignorância, muitas vezes referido como a posição original de  Rawls, é um experimento mental usado para raciocinar sobre os princípios que devem estruturar uma sociedade baseada na dependência mútua. Ele também é um método para determinar a moralidade dos problemas. Ele pede ao tomador de decisão que faça uma escolha sobre uma questão social ou moral e pressupõe que ele tenha informações suficientes para saber as consequências de suas possíveis decisões para todos, mas não saberia ou não levaria em conta qual pessoa é. O Véu da Ignorância é uma forma de elaborar as instituições e estruturas básicas de uma sociedade justa.
A teoria sustenta que o desconhecimento da posição final de uma pessoa na sociedade levaria à criação de um sistema justo, pois o tomador de decisão não gostaria de tomar decisões que beneficiem um determinado grupo em detrimento de outro, porque o tomador de decisão poderia teoricamente acabar nos dois grupos. A ideia está presente na filosofia moral pelo menos desde o século XVIII. O véu da ignorância faz parte de uma longa tradição de pensamento em termos de um contrato social que inclui os escritos de Immanuel Kant, Thomas Hobbes, John Locke, Jean Jacques Rousseau e Thomas Jefferson. Nomes modernos de destaque ligados a ele são John Harsanyi e John Rawls.

## O conceito
Spencer J. Maxcy descreve o conceito da seguinte maneira:
Imagine que você definiu para si a tarefa de desenvolver um contrato social totalmente novo para a sociedade atual. Como você pôde fazer isso de maneira justa? Embora você nunca possa realmente eliminar todos os seus preconceitos e preconceitos pessoais, seria necessário tomar medidas pelo menos para minimizá-los. Rawls sugere que você se imagine em uma posição original por trás de um véu de ignorância. Por trás desse véu, você não sabe nada de si mesmo e de suas habilidades naturais ou de sua posição na sociedade. Você não sabe nada sobre sexo, raça, nacionalidade ou gostos individuais. Por trás desse véu de ignorância, todos os indivíduos são simplesmente especificados como seres racionais, livres e moralmente iguais. Você sabe que, no "mundo real", no entanto, haverá uma grande variedade na distribuição natural de recursos e habilidades naturais e que haverá diferenças de sexo, raça e cultura que distinguirão grupos de pessoas, umas das outras.

### Argumentos
Argumentou-se que esse conceito pode ter grandes efeitos se for praticado no presente e no passado. Referindo-nos novamente ao exemplo da escravidão, se os donos de escravos fossem forçados a atravessar o véu da ignorância a imaginar que eles próprios podem ser escravos, então de repente a escravidão não parece mais justificável. Um exemplo maior seria se cada indivíduo da sociedade baseasse suas práticas no fato de que elas poderiam ser o membro menos favorecido da sociedade. Nesse cenário, liberdade e igualdade poderiam coexistir de uma maneira que tem sido o ideal de muitos filósofos. Por exemplo, na sociedade imaginária, alguém pode ou não ser inteligente, rico ou nascido em uma classe preferida. Como alguém pode ocupar qualquer posição na sociedade uma vez que o véu é levantado, o dispositivo obriga as partes a considerarem a sociedade da perspectiva de todos os membros, incluindo os que estão em situação de pior e melhor. A aversão ao risco também é um argumento útil contra Rawls.

## Versão de Rawls
A versão proposta em 1971 pelo filósofo americano John Rawls em sua filosofia política de "posição original" baseia-se no seguinte experimento mental: as pessoas que tomam decisões políticas imaginam que não sabem nada sobre os talentos, habilidades, gostos, classe social e posições em que terá dentro de uma ordem social. Quando essas partes estão selecionando os princípios para a distribuição de direitos, posições e recursos na sociedade em que viverão, esse "véu de ignorância" os impede de saber quem receberá uma determinada distribuição de direitos, posições e recursos naquela sociedade. Por exemplo, para uma sociedade proposta na qual 50% da população é mantida em escravidão, segue-se que, ao entrar na nova sociedade, há uma probabilidade de 50% de que o participante seja escravo. A ideia é que as partes sujeitas ao véu da ignorância farão escolhas baseadas em considerações morais, uma vez que não serão capazes de agir de acordo com seus interesses de classe.
Como Rawls disse, "ninguém conhece seu lugar na sociedade, sua posição de classe ou status social; nem conhece sua fortuna na distribuição de ativos e habilidades naturais, sua inteligência e força, e coisas do género". A ideia do experimento mental é tornar obsoletas as considerações pessoais moralmente irrelevantes para a justiça ou injustiça dos princípios destinados a alocar os benefícios da cooperação social.

## História
O conceito do véu da ignorância tem sido usado por outros nomes há séculos por filósofos como John Stuart Mill e Immanuel Kant, cujo trabalho discutiu o conceito do contrato social, Adam Smith, com seu "espectador imparcial", ou a teoria ideal do observador. John Harsanyi ajudou a formalizar o conceito em economia e argumentou que ele fornece um argumento a favor do utilitarismo, em vez de um argumento para um contrato social. O uso do termo por John Rawls foi desenvolvido em seu livro de 1971, A Theory of Justice. O trabalho moderno tende a se concentrar nas diferentes teorias de decisão que podem descrever a escolha do tomador de decisões "por trás do véu". Além disso, Michael Moehler mostrou que, do ponto de vista moral, a teoria da decisão não é necessariamente central para o véu dos argumentos da ignorância, mas os ideais morais precisos que são assumidos para modelar o véu. Do ponto de vista moral, não há um véu de ignorância, mas muitas versões diferentes dele. Existe na economia uma idealização do que seria uma sociedade interessada na liberdade e na reciprocidade, minimizando a máxima perda. O conceito é muito usado na medicina discriminatória.